# Torneo de Catar 2020
El Qatar Total Open 2020 fue un torneo de tenis WTA Premier 5 en la rama femenina. Se disputó en Doha (Catar), en el complejo International Tennis and Squash y en cancha dura al aire libre, como antesala a los torneos WTA Premier Mandatory de la gira norteamericana y se jugará entre el 23 y el 29 de febrero de 2020.

## Distribución de puntos
| Modalidad           | Campeona | Finalista | Semifinales | Cuartos de final | 3ª ronda | 2ª ronda | 1ª ronda | Clasificadas | 2ª ronda de clasificación | 1ª ronda de clasificación |
| Individual femenino | 900      | 585       | 350         | 190              | 105      | 60       | 1        | 30           | 20                        | 1                         |
| Dobles femenino     | 900      | 585       | 350         | 190              | -        | 105      | 1        | -            | -                         | -                         |

## Cabezas de serie

### Individuales femenino
| Tenista             | Ranking | Preclasificada |
| Ashleigh Barty      | 1       | 1              |
| Simona Halep        | 2       | 2              |
| Karolína Plíšková   | 3       | 3              |
| Belinda Bencic      | 4       | 4              |
| Elina Svitolina     | 6       | 5              |
| Sofia Kenin         | 7       | 6              |
| Kiki Bertens        | 8       | 7              |
| Petra Kvitová       | 11      | 8              |
| Aryna Sabalenka     | 13      | 9              |
| Petra Martić        | 15      | 10             |
| Garbiñe Muguruza    | 16      | 11             |
| Markéta Vondroušová | 17      | 12             |
| Alison Riske        | 18      | 13             |
| Elena Rybakina      | 19      | 14             |
| Maria Sakkari       | 21      | 15             |
| Elise Mertens       | 22      | 16             |
| Donna Vekić         | 23      | 17             |

- Ranking del 17 de febrero de 2020.

### Dobles femenino
| Tenista                               | Ranking | Preclasificada |
| Su-Wei Hsieh Barbora Strýcová         | 3       | 1              |
| Tímea Babos Kristina Mladenovic       | 7       | 2              |
| Elise Mertens Aryna Sabalenka         | 11      | 3              |
| Barbora Krejčíková Kateřina Siniaková | 19      | 4              |
| Nicole Melichar Yifan Xu              | 26      | 5              |
| Gabriela Dabrowski Jeļena Ostapenko   | 26      | 6              |
| Hao-Ching Chan Latisha Chan           | 26      | 7              |
| Květa Peschke Demi Schuurs            | 34      | 8              |

## Campeones

### Individual femenino
Aryna Sabalenka venció a  Petra Kvitová por 6-3, 6-3

### Dobles femenino
Su-Wei Hsieh /  Barbora Strýcová vencieron a  Gabriela Dabrowski /  Jeļena Ostapenko por 6-2, 5-7, [10-2]